# Janikowo
Janikowo é um município da Polônia, na voivodia da Cujávia-Pomerânia e no condado de Inowrocław. Estende-se por uma área de 9,51 km², com 8 801 habitantes, segundo os censos de 2018, com uma densidade de 925,0 hab/km².